# Musca repens
Musca repens är en tvåvingeart som först beskrevs av Harris 1776.  Musca repens ingår i släktet Musca och familjen parasitflugor. Inga underarter finns listade i Catalogue of Life.